# Отто Фалькенберґ
Отто Фалькенберґ (норв. Otto Falkenberg, 9 січня 1885 — 21 липня 1977) — норвезький яхтсмен.
Олімпійський чемпіон 1920 року в класі 10 метрів (правила 1919 року).